# Freie Wirtschaftszone Marijampolė
Die Freie Wirtschaftszone Marijampolė ist ein räumlich abgegrenztes geographisches Gebiet von 77,73 ha in der Gemeinde Marijampolė in Litauen, für das rechtliche und administrative Erleichterungen für Investoren bestehen (Sonderwirtschaftszone). Die Zone wurde Dezember 2011 mit dem Gesetz über Freie Wirtschaftszone Marijampolė für 49 Jahre errichtet. Im ehemaligen Gewerbepark Marijampolė hoffte man auf viele Investoren und ihre Investitionen, aber vergebens, obwohl die Gemeinde 4 Mio. Litas investierte.